# 秋田市立秋田西中学校
秋田市立秋田西中学校（あきたしりつ あきたにしちゅうがっこう）は、秋田県秋田市新屋大川町にある公立中学校。

## 概要
1964年に、 秋田市立日新中学校と秋田市立浜田中学校を統合して設立された。
2023年に、秋田市立豊岩中学校及び秋田市立下浜中学校を統合し、秋田市立勝平中学校の学区を除く、秋田市西部全域（秋田市における雄物川南岸全域）を学区となった。

## 沿革
以下、注釈の無い項目は学校の公式サイトの情報によるもの。
- 1964年（昭和39年）
  - 4月1日 - 開校。
  - 8月21日 - 浜田校舎 廃止。
  - 9月27日 - 開校記念式典挙行。この日が開校記念日となった。
- 1981年（昭和56年）
  - 3月20日 - 校舎増改築工事竣工。
  - 11月10日 - 校舎改築竣工記念式典挙行。
- 1987年（昭和62年） - 新設された秋田市立勝平中学校に一部を分離。
- 1994年（平成6年）9月16日 - 創立30周年記念式典挙行。
- 2003年（平成15年）12月24日 - 武道場竣工。
- 2004年（平成16年）10月30日 - 創立40周年記念式典挙行。
- 2012年（平成24年）2月9日 - 津波避難ビルに指定。
- 2013年（平成25年）10月28日 - 旧校舎を解体。
- 2014年（平成26年）
  - 3月27日 - 多目的ホール完成。
  - 11月7日 - 創立50周年記念式典挙行。
- 2023年（令和5年）4月1日 - 秋田市立豊岩中学校及び秋田市立下浜中学校を統合
- 2024年    (令和6年)
  - 5月25日 - 全県中学校野球新屋大会の開幕試合に勝平中学校を招待し、両校全校応援で試合が行われた。(試合後、体育館で両校の交流会も同日行われた。)
  - 11月7日 - 創立60周年記念式典挙行。

## 校歌
作詞　中川正男　作曲　石桁真礼生

## 所在地
- 秋田県秋田市新屋大川町19番75号[1]

## 進学前小学校
- 秋田市立日新小学校[3]
- 秋田市立浜田小学校[3]
- 秋田市立豊岩小学校[3]
- 秋田市立下浜小学校（令和5年度より）

## 著名な卒業生
- 桜田淳子（元歌手、女優）第2学年の時に品川女子学院へ転校している。
- 工藤力男 (日本語学者)
- 穂積志（秋田市長）
- 山本廉（サッカー選手）